# Isela Vega
Isela Vega Durazo  (Hermosillo, Sonora, 1939. november 5. – Mexikóváros, 2021. március 9.) mexikói színésznő, forgatókönyvíró, filmrendező és producer.

## Élete és pályafutása
1939. november 7-én született Hermosillóban. 
Karrierjét 1957-ben kezdte. 2000-ben Matea szerepét játszotta a Ramona című teleregényben. 2007-ben szerepet kapott a Pasión című telenovellában. 2008-ban Margaritát alakította a Mujeres asesinas-ban.

## Filmográfia

### Telenovellák, sorozatok
- La casa de las flores (2020) .... Victoria Aguirre
- Cindy la Regia (2020) .... Mercedes
- Dóra és az elveszett Aranyváros (2019) .... Idős asszony
- Like (2018) .... Eduarda
- Érase una vez (2017) .... Águenda
- Pillantásod nélkül (2017) .... Dominga (Magyar hang: Pálos Zsuzsa)
- Como dice el dicho (2016) .... Paloma
- The Hours with You (2014) .... Abu
- Muchacha italiana viene a casarse (Fiorella) (2014) .... Eloísa vda. de Ángeles (Magyar hang: Tímár Éva)
- Niña de mi corazón (2010).... Belén
- El Pantera (2009) .... Procuradora
- Terminales (2008).... Emma Díaz
- Mujeres Asesinas (2008) .... Margarita Rascón, Epizód: "Margaria Ponsoñoza"
- Pasión (2007) .... Maria Julia "La Paisana"
- Elbűvölő szerelem (Amor descarado) (2003) .... Nora (Magyar hang: Illyés Mari)
- Ramona (2000).... Matea (Magyar hang: Erdélyi Mária)
- Conan (1997)  .... Hag Episodio: "The three Virgins"
- Gente bien (1997)  .... Mercedes Figueroa
- Los padres de hoy y de mañana (1996) .... Hostess "Varios Episodios"
- Señora tentación (1994) .... Tamara
- Stingray (1986) .... Isabel Rodríguez
- Rituals (1984) .... Maria
- The Yellow Rose (1984)  .... Juanita Díaz
- The Greatest American Hero (1983)  .... Serena Delvera
- The Rhinemann Exchange (1977)  .... Anna
- Mujeres, mujeres, mujeres (1967)  .... Epizód: "El Imponente"

### Filmek
- Más allá del muro(2011)
- Los inadaptados (2011) .... Rosario
- Salvando al soldado Pérez (2011) .... Doña Elvira Pérez
- El infierno (2010)
- Te extraño (2010)
- Crónicas chilangas (2009)
- Amar (2009)
- Arráncame la vida (2008)
- Crepúsculo rojo (2008)
- Cobrador: In God We Trust (2007)
- Mujer alabastrina (2006)
- Fuera del cielo (2006)
- Como tu me has deseado (2005)
- Killer Snake (2004)
- Puños rosas(2004)
- La ley de Herodes (1999)
- Manhattan merengue (1995)
- En legítima defensa (1992)
- Blood screams (1990)
- Discriminación maldita (1990)
- El reportero (1990)
- Las borrachas(1989)
- Salvajes (1989)
- The Alamo: Thirteen Days To Glory (1987)
- El secuestro de Lola (1986)
- Los amantes del señor de la noche (1986)
- Dos chichimecas en Hollywood (1986)
- Nana(1984)
- Las glorias del gran púas (1984)
- Gringo mojado (1984)
- San Judas de la frontera (1984)
- Las apariencias engañan (1983)
- El amor es un juego extraño (1982)
- Una gallina muy ponedora (1982)
- Barbarosa (1982)
- Las siete cucas (1981)
- La pulquería (1981)
- Las mujeres de jeremias (1981)
- El macho biónico (1981)
- Navajeros (1980)
- Las tentadoras (1980)
- Muñecas de medianoche (1979)
- The Street of L.A (1979)
- Las cariñosas (1979)
- Casa de citas (1978)
- Oro rojo (1978)
- PoActo de posesión (1977)
- La viuda negra (1977)
- María, la santa (1977)
- Joshua (1977)
- La India (1976)
- El hombre de los hongos (1976)
- Drum (1976)
- Celestina (1976)
- El llanto de la tortuga (1975)
- Bring me the head of Alfredo Gracía (1974)
- The Deadly trackers (1973)
- Volveré a nacer (1973)
- El festín de la bola (1972)
- Basuras humanas (1972)
- Fin de fiesta (1972)
- La primavera de escorpiones (1971)
- La hora desnuda (1971)
- Temporada salvaje (1971)
- El sabor de la venganza (1971)
- Las reglas del juego (1971)
- La buscona (1970)
- El oficio más antiguo del mundo (1970)
- Prohibido (1970)
- La Señora muerte (1969)
- Enigma de muerte (1969)
- Las impuras (1969)
- Las golfas(1969)
- Cuernos debajo de la cama (1969)
- Pacto diabólico (1969)
- El matrimonio es como el demonio (1969)
- Las pirañas aman en cuaresma (1969)
- Las sicodélicas (1968)
- La cama (1968)
- Por mis pistolas (1968)
- Las pecadoras (1968)
- El deseo llega en esta noche (1968)
- Fear Chamber(1968)
- Don juan 67 (1967)
- S.O.S Conspiración bikini (1967)
- Rage(1966)
- La rabia por dentro (1962)
- Verano violento (1960)